# Igri el Khemac
Igri el Khemac és un petit poble entre Aghbalou i Ukaimeden, al costat dret de la vall de l'Urika, al Marroc.
A una altitud de 1.950 m, les seves cases fetes amb maons de fang només sobresurten del seu entorn amb el verd de la primavera. A la part baixa s'hi aixeca el minaret d'una mesquita.